# Pouembout
Pouembout – miasto na Nowej Kaledonii (terytorium zależne Francji). Według danych szacunkowych na rok 2010 liczy 1 731 mieszkańców.